# Dylan Collier
Dylan Collier (27 de abril de 1991) é um jogador de rugby sevens neozelandês.

## Carreira
Um ponta chutador, Collier era um jogador júnior do New Zealand Warriors e jogou no time vencedor da Grande Final da Competição Nacional Juvenil de 2011. Em 2012, Collier jogou pelo Auckland Vulcans na NSW Cup.
Collier assinou com Waikato em 2013 e fez sua estreia no rugby sevens da Nova Zelândia em 2015, depois de jogar por Waikato no Campeonato Nacional de Sevens. Ele se juntou ao Southland Stags para a Mitre 10 Cup de 2016. Collier fez parte do time All Blacks Sevens que ganhou a medalha de bronze nos Jogos da Commonwealth de 2022 em Birmingham. Ele também integrou a Seleção Neozelandesa de Rugby Sevens Masculino nos Jogos Olímpicos de Verão de 2020 em Tóquio, quando conquistou a medalha de prata após confronto com a equipe das Fiji na final.